# Eberhard von Schwerin
Eberhard Viktor Detloff von Schwerin (* 1. Juni 1894 in Swinemünde; † 28. Juni 1959 in Essen) war ein deutscher Journalist.

## Leben

### Herkunft
Eberhard von Schwerin war der vierte Sohn des Kösliner Regierungspräsidenten Kurt Detloff Graf von Schwerin und dessen Ehefrau Anna Karoline Emilie Eugenie, geb. von Puttkamer (1860–1945), Tochter der Elisabeth von Puttkammer-Puttkammer und des Gutsherrn und kgl. preuß. Generalmajors Bernhard von Puttkammer. Er hatte drei Brüder, sein jüngster Bruder war der spätere General der Panzertruppe Gerhard (Gerd) Graf von Schwerin.

### Werdegang
Er legte 1914 das Abitur ab, wurde als Internatsschüler in Köslin Fahnenjunker im preußischen Heer und nahm als Soldat am Ersten Weltkrieg teil. Er erreichte den Dienstgrad eines Oberleutnants.
Danach gehörte er der Sicherheitspolizei von Mecklenburg-Schwerin an, ehe er 1920 aufgrund seiner Verwicklung in den Kapp-Putsch entlassen wurde. Es folgten Tätigkeiten als Mitarbeiter bei der Greifswalder Zeitung und ab 1921 bei der Pommerschen Tageszeitung in Stettin. 1924 wurde er Leiter des Innenressorts bei der Rheinisch-Westfälischen Zeitung in Essen, 1930 Chefredakteur der Essener Nationalzeitung. Graf Schwerin war hier zeitweise suspendiert, weil er sich über Presseanweisungen hinweggesetzt hatte. Ab 1935 war er Leiter des Landesverbandes Westfalen im Reichsverband der Deutschen Presse.
Eberhard von Schwerin trat im März 1931 in die NSDAP ein (Mitgliedsnummer 490.470). Am 1. April 1933 wählte ihn der Provinziallandtag der Rheinprovinz in den Preußischen Staatsrat, dem er bis zu dessen Auflösung am 10. Juli 1933 angehörte.

### Familie
Eberhard von Schwerin war seit dem 27. Februar 1920 in Köslin mit der Lehrerstochter Gertrud Alma Emma, geb. Koltermann (* 1896) verheiratet. Das Paar hatte zwei Söhne, Detloff, geboren 1920, und Oldag, geboren 1929. Die Familie lebte spätestens von den 1930er Jahren an in Essen.

## Werk
- Königlich preußisches Sturm-Bataillon Nr. 5 (Rohr). Sporn, Zeulenroda, 1939.